# 52e Rue
La 52e Rue (52nd Street), 52e Rue ouest (West 52nd Street), est une voie publique de New York.

## Situation et accès
Cette voie est située à Manhattan, dans le quartier des théâtres (district de Broadway). Elle est également connue sous les noms de Swing Street, The street of jazz (« la Rue du Jazz ») et The street that never sleeps (« la Rue qui ne dort jamais ») en raison des nombreux clubs de jazz qu'elle comptait, des années 1930 aux années 1960.

## Origine du nom
La 52e Rue, tire son nom tout simplement de sa position dans le plan en damier de Manhattan établi en 1811. 
Le chiffre « 52 » indique sa position dans la grille est-ouest, entre la 51e et la 53e Rue.

## Historique

### Centre du jazz
Les quartiers de la 52e Rue entre la Cinquième et la Septième Avenue furent rénovés au milieu du XXe siècle par l'abondance de clubs de jazz et une culture de rue vivante. La rue était pratique pour les musiciens qui jouaient à Broadway, les boîtes de nuit, et fut le siège d'un studio de la CBS. Les musiciens qui jouaient pour d'autres le soir, jouaient pour eux-mêmes sur la 52e Rue. En 1922 s'ouvrit le 21 Club, un speakeasy célèbre.
Durant son apogée, entre 1930 et 1960, les clubs de la 52e hébergeaient des légendes telles que Charlie Parker, Billie Holiday, Miles Davis, Louis Prima, Dizzy Gillespie, Art Tatum, Thelonious Monk, Fats Waller et Harry Gibson. Bien que des musiciens de tous styles se présentaient, la rue a eu un rôle central dans la diffusion du bebop ; en fait, une mélodie appelée 52nd Street Theme de Thelonious Monk devint un hymne bebop, et un standard du jazz.
Presque tous les plus grands joueurs et chanteurs de jazz se sont produits dans ces clubs, tels que The Onyx, the Down Beat, the Three Deuces, the Yacht Club, Jimmy Ryan's et The Famous Door.
Vers la fin des années 1950, la scène de jazz se déplaça et une renaissance urbaine s'empara de la rue. Dans les années 1960, la plupart des clubs légendaires avaient été rasés ou tombaient en désuétude. Le dernier d'entre eux ferma en 1968. Aujourd'hui, la rue est pleine de banques, de commerces et ne laisse que peu deviner son rôle dans l'histoire du jazz.

## Bâtiments remarquables et lieux de mémoire
- Le Cartier Building, bâtiment commercial situé à l'angle sud-est de la 52e rue et de la Cinquième Avenue.
- Le Seagram Building est un gratte ciel haut de 156,9 mètres, de 38 étages, situé au 375 Park Avenue, entre la 52e et la 53e Rue. Il fut dessiné par l'architecte allemand Ludwig Mies van der Rohe, en collaboration avec l'américain Philip Johnson, et achevé en 1958.
- Le William K. Vanderbilt House (en), construit en 1882 et détruit en 1926. Surnommé le « Petit château », il accueillait des bals où se réunissaient des milliers de personnes[1].